# Kazumiči Takagi
Kazumiči Takagi (japonsko 高木 和道), japonski nogometaš, * 21. november 1980.
Za japonsko reprezentanco je odigral 5 uradnih tekem.